# Dějiny jedů
První jedy se objevily kolem roku 4500 př. n. l. a objevují se dodnes. Nejčastěji jako zbraně a někdy i jako léky. Jedy byly objeveny ve starověku, byly používány primitivními kmeny a civilizacemi na lov k urychlení smrti kořisti nebo nepřátel. Jejich využití se stávalo stále dokonalejším a mnoho z těchto starověkých národů začalo za účelem využití jedů vytvářet speciální zbraně a příslušenství. Později v historii, zvláště v době Římské říše, patřil jed k běžnějším zbraním pro atentát. Již v roce 331 př. n. l. se staly běžným jevem otrávená jídla nebo nápoje. Používání jedů bylo pozorováno v každé společenské třídě, dokonce i šlechta je často používala k odstranění různých oponentů.
V průběhu staletí se zdokonalily způsoby zjišťování přítomnosti jedů a zmírnění jejich účinků protijedy, ale vznikaly stále nové a nové. V současnosti, kdy je použití jedu za účelem vraždy stále nižší, se však zvýšilo riziko náhodné otravy. Na jedy lze dnes narazit např. v pesticidech, dezinfekčních prostředcích nebo roztocích na čištění, ale stále se používají i k lovu v odlehlých a rozvojových zemí.

## Starověk

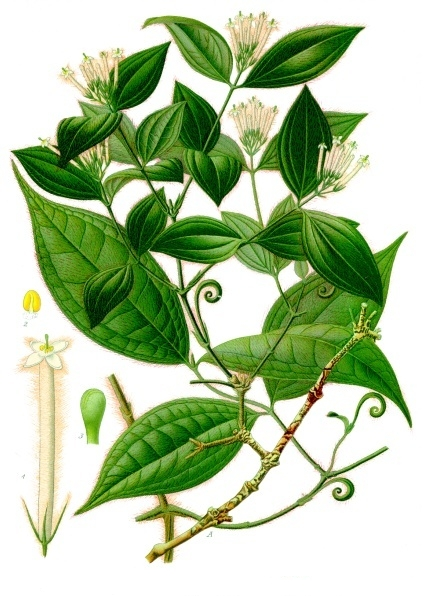
Strychnos toxifera byl často k výrobě jedů používán.

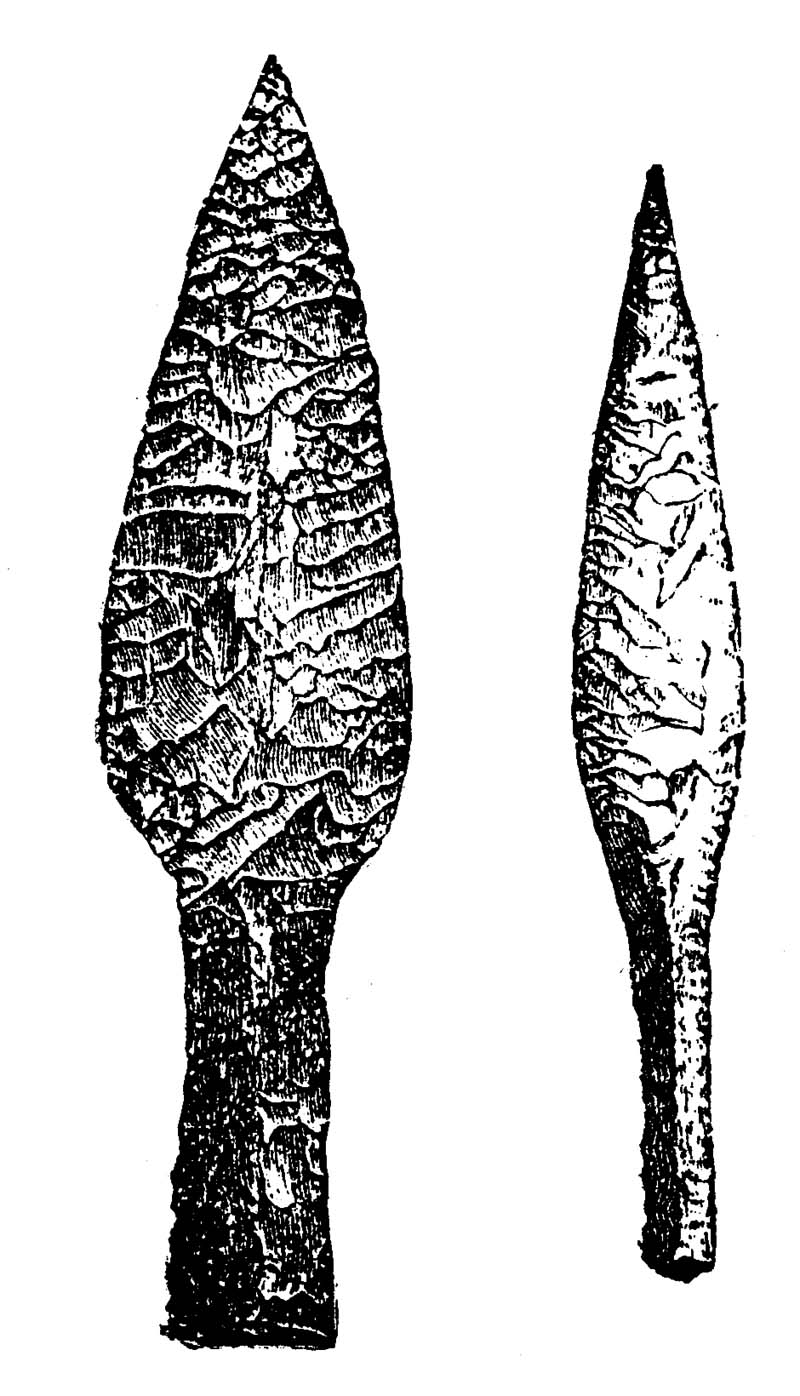
Příklad lovecké zbraně z pazourku.

Archeologické nálezy dokazují, že zatímco primitivní lidé používali dosti brutální zbraně, jako např. sekery, oštěpy a později meče, zároveň hledali méně krvavé způsoby zabíjení nepřátel, a tak se na scénu dostaly jedy. Na zbraních jako jsou šípy nebo oštěpy byly nalezeny drážky, aby se na nich jed lépe udržel. Odborníci se domnívají, že tento styl použití jedů znali jen důležitější členové kmene nebo klanu.
Jakmile se z jedu stala reálná hrozba, bylo lidem jasné, že se něco musí dělat. Mithridatés VI, král Pontský, který žil v letech 132 př. n. l. – 63 př. n. l. měl panickou hrůzu z otravy, díky čemuž se stal průkopníkem hledání protijedů. Jako vladař měl právo testovat protijedy na vězních. Jeho paranoia se dostala tak daleko, že každý den pojídal malé množství jedů, aby se proti nim stal imunní. Nakonec objevil kombinaci malých porcí desítek nejznámějších bylinných prostředků, kterou pojmenoval Mithridatum. Držel ji v tajnosti až do vpádu Pompeia, který jeho zápisky vzal do Říma poté, co byl Mithridatés zabit. Mithridatovy poznámky přijali Římané a přeložili je do latiny.
Indický lékař Sushruta definoval fáze pomalé otravy a protijedy proti ní, také zmiňuje protilátky a použití tradičních substancí proti účinkům otravy.

### Indie, Egypt a Řím

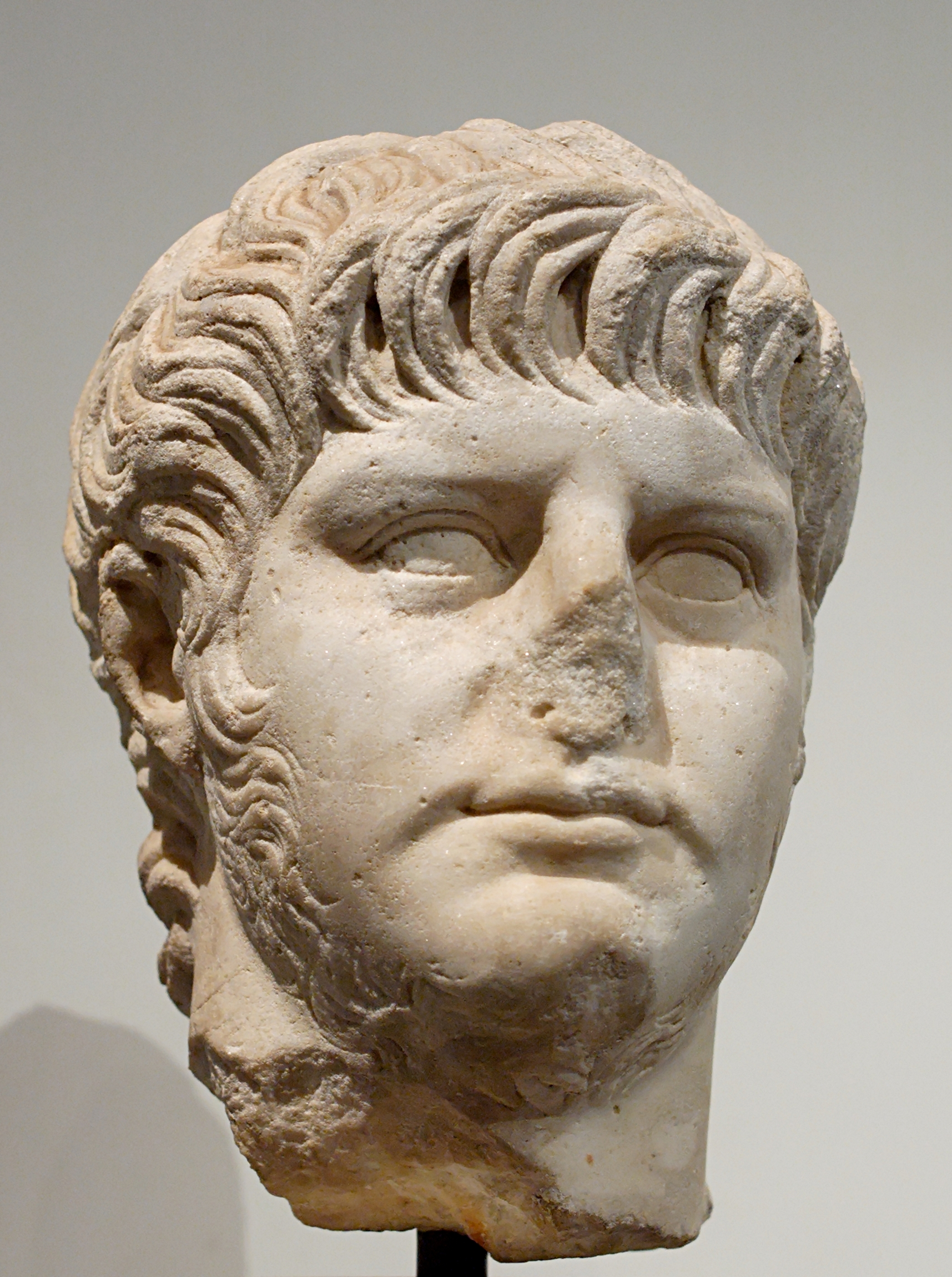
Busta římského císaře Nerona, který se pomocí kyanidu zbavil překážejících členů rodiny.

Ve starověké Indii byly otrávené zbraně běžné. I v některých vojenských taktikách se na jed spoléhalo.
Čánakja, poradce prvního vládce Maurjovské říše Čandragupty, navrhl kromě možnosti použití zbraní a jedů k politickému prospěchu také opatření proti smrti ochutnavačů jídla. Kromě toho se jedy používaly k popravě lidí, kteří porušili královský zákon.
V Egyptě se první dochované záznamy o jedech objevily relativně pozdě. Přibližně k roku 300 př. n. l. v době Ptolemaiovců je zapsal alchymista Agathodiamon, ale někteří lidé věří,[kdo?] že už mytický faraon Meni studoval vlastnosti jedovatých rostlin a jedů. Agathodiamon mluvil o (neznámém) minerálu, který, když se spojí se sodou vytvoří „ohnivý jed“, který podle něj zaniká ve vodě. Někteří vědci si myslí,[kdo?] že ohnivý jed byl oxid arsenitý a onen neznámý minerál byl realgar nebo auripigment. Egypťané také znali vlastnosti např. antimonu, mědi, surového arsenu, olova, opia nebo mandragory. Egypťané také jako první na světě správně používali destilaci a našli způsob, jak získat jed z pecky broskve.
Egyptská vládkyně Kleopatra se otrávila poté, co dostala zprávu o smrti Marca Antonia. Před svou smrtí experimentovala s jedy na zvířatech. Dávala jim různé jedovaté rostliny a jedy, například rulík blín, strychnin atd.
V Římě byly otravy často prováděny během jídla, objevovaly se v každé společenské třídě. Spisovatel Livius jednou popsal otravu římských šlechticů. Císař Nero byl známý používáním jedů proti své vlastní rodině a dokonce si najal osobního traviče. Jeho předchůdce Claudius byl prý otráven jedovatými bylinami nebo houbami. Nicméně výpovědi různých lidí, kteří byli kvůli jeho smrti obviněni, jsou velmi rozdílné. Obviněni byli jeho ochutnavač Halotus, lékař Xenophon a travič Locusta, ale dnes se předpokládá, že jed nachystala i naservírovala jeho manželka Agrippina, která se snažila, aby se její syn Nero co nejrychleji dostal na trůn.

## Středověk
Ve středověku se začaly objevovat lékárny, kde se vyráběly a prodávaly různé zdravotní přípravky, z nichž bylo mnoho velmi jedovatých. V těchto lékárnách pracovali alchymisté, pro jejich zdraví to ale nebylo moc dobré, jelikož se velmi často do blízkosti nějaké té jedovaté látky dostali. Některé možnosti použití jedů se zlegalizovaly.